# Call of Duty
Call of Duty er et first-person shooter computerspil baseret på en modificeret udgave af Quake III Arena-spilmotoren id Tech 3 og blev i USA udgivet 29. oktober 2003.
Call of Duty er et af verdens største FPS (first-person shooter) spil. Spillet har 2 "hoved"spils versioner. Den ene er campaign, hvor der bliver fortalt en historie, og den anden er Multiplayer, som er størstedelen af Call of Duty. 
I 2014 kom Advanced Warfare, der er et fremtidsspil. Spillerne kunne ikke lide spillet, da der var "Boost-Jump" og "Supply Drops" med i spillet. Spillets hovedskaber er Michael Corney.
I 2015 kom Black Ops 3, hvor de havde tunet "Boost-Jump" en smule ned. Det hedder nu "Thrust-Jump" i Black Ops 3. Spillets hovedskaber er David Vonderhaar
I 2016 udkom Infinite Warfare sammen med "Modern Warfare Remastered", som er remastered for PS4, Xbox One og PC. Infinite Warfare var spillerne ikke så vild med, derfor blev MWR modtaget langt bedre end IW.
I 2017 udkom Call of Duty® WWII, Hvilket fjernede alt fremtids halløjsa, og bragte præcis hvad spillerne havde ønsket sig i flere år, nemlig et call of duty spil, der er baseret på 2. Verdenskrig.

## Nyheder Om Call of Duty
1. ↑  "Call of Duty release date announced". Gamershell. Hentet 2007-10-18.

## Call of Duty Danske communities og sider
- Call of Duty Danmark, facebook side for fans i Danmark.
- Call of Duty Danmark